# Головаш, Александр Анатольевич
Александр Анатольевич Головаш (род. 21 сентября 1991, Сумы) — украинский шоссейный велогонщик, выступающий на профессиональном уровне с 2010 года. Бронзовый призёр чемпионата Украины в гонке с раздельным стартом, серебряный и бронзовых призёр европейских первенств в гонках на время, участник многих шоссейных соревнований континентального дивизиона.

## Биография
Александр Головаш родился 21 сентября 1991 года в городе Сумы, Украина. Проходил подготовку в Киевской областной школе высшего спортивного мастерства № 1 под руководством тренера М. В. Суральова.
Когда в 2009 году в Киеве появилась лицензированная континентальная команда Kolss Cycling Team, Головаш сразу же стал одним из первых её членов и с этого времени начал выступать на профессиональном уровне.
В 2011 году выиграл чемпионат Украины среди андеров в индивидуальной гонке на время, выступил на молодёжном чемпионате Европы в Италии, где занял в той же дисциплине 42 место. Одержал победу в генеральной классификации традиционной многодневной гонки «Польша — Украина».
На украинском первенстве 2012 года одержал победу в обеих молодёжных дисциплинах — групповой гонке и гонке с раздельным стартом, при этом среди элитных спортсменов стал в разделке четвёртым. Попав в состав украинской национальной сборной, затем завоевал бронзовую медаль в андеровской индивидуальной гонке на чемпионате Европы в Нидерландах, тогда как в зачёте чемпионата мира показал в этой дисциплине 17 результат.
В 2013 году снова стал чемпионом Украины среди андеров, на чемпионате Европы на сей раз получил серебряную награду, уступив только бельгийцу Виктору Кампенартсу, в то время как на чемпионате мира финишировал с шестнадцатым результатом. Помимо этого, вновь выиграл генеральную классификацию многодневки «Польша — Украина», принял участие в Race Horizon Park, полностью проехал популярную молодёжную гонку «Тур де л'Авенир» во Франции.
Начиная с 2014 года уже выступал исключительно среди взрослых спортсменов: стал чемпионом страны в многодневной шоссейной дисциплине, выиграл пролог «Тура Секейского края» в Румынии, отметился выступлениями на нескольких крупных гонках в России, таких как «Кубок мэра», «Гран-при Москвы», «Пять колец Москвы». На мировом первенстве в Понферраде занял 24 и 58 места в командной и индивидуальной гонках на время соответственно.
В 2015 году одержал победу на «Кубке Минска», выиграл один из этапов «Тура Секейского края», занял шестое место в очковой и генеральной классификациях «Тура Китая». При этом на чемпионате Украины был четвёртым в разделке и десятым в групповой гонке.
В 2016 году запомнился победой в командной гонке с раздельным стартом на «Туре Украины» и в прологе «Тура озера Тайху». Финишировал третьим на «Гран-при Одессы», выступил на трёх гонках в Объединённых Арабским Эмиратах.
Начиная с середины сезона 2016 года в течение двух лет представлял белорусскую континентальную команду Minsk Cycling Club. Наиболее значимые достижения в этот период — победы на отдельных этапах «Тура Алжира», «Тура Украины» и Тропикале Амисса Бонго, участие в многодневной гонке высшей категории «Тур озера Цинхай».
В 2018 году Головаш перешёл в клуб Sharjah Team из ОАЭ. В то же время завоевал бронзовую медаль на чемпионате Украины, уступив в индивидуальной гонке с раздельным стартом только Андрею Гривко и Михаилу Кононенко.